# Славинские
Славинские (бел. Славінскi, пол. Sławiński, Sławieński, укр. Славиньский, Словиньский) — русский дворянский, польский, прусский, украинский и белорусский шляхетский род, имеющий множество ветвей, пользовавшийся 8-ю гербами Царства Польского  Држевица, Лелива, Прус I, Слеповрон, Наленч, Любич, Корчак,  Штернберг. Славинские герба Лелива внесены в списки нобилитата Королевства Галиции и Лондомерии (1772—1918). 

## История, представители и их гербы
Самый ранний известный представитель фамилии Кривосад (1397-1426) имел придомок Гржимала, но неизвестно, имел ли он геральдическое значение, в 1422 г. лес в Славно.
С. Козеровский отнес некоторых дзедичей Славно к гербу Leszczyc, таких, как Святополка (1416—1426) (KR 10 s. 13 i 27), а так же к гербу Przosna или Nałęcz — Абрахама (Abraham) в 1418 и Седзивоя (Sędziwoja) в 1427, 1438 (KR 5, 19), но сделал это на основе имен, что является неопределенным критерием.

### Славинские герба Лелива (Sławiński herbu Leliwa (Taf. V) vel Sławieński), земяне с 1487г., Великопольша.
Писались «из Славно» (польск «ze Sławna»).  Выводятся, вероятно, из веси парафиальной Sławno, в повете Opoczno, гмине Janków, на которой наследовали так же Славинские герба Джевица / Sławińscy herbu Drzewica, и с которыми, возможно, являются одной семьей. Утверждены в шляхетстве в Царстве Польском в 1836-1861 гг. С 16 века в Великой Польше, на Руси Червоной (Русское и Бэлзкое воеводство РП, Галиция).
Наиболее ранее известный  представитель части рода г. Лелива — (польск. Jan Sławieński/Sławiński) Ян Славинский (1486-22.2.1529). 1480, 1486г.г. — плебан, Попово, повет и диоцезия Гнезский, седзиба парафии, Костел Св. Яна Хрестителя. 1487 — Ян из Славна и Славенка Славински (Sławieński, Sławiński, Sławski) по отцу герба Лелива, по матери отца герба Янина (Clipye), по матери герба Былина и по матери матери герба Налеч) плебан в Каменецу (9 km на север от Grodziska Wlkp),1489-1511 - плебан в Хойнице (в.Познани), затем каноник познанский, архидиакон пшевский (04 мая 1505г.), викариуш генеральный и официал познанский. Ист. MHP nr 234; AC 1 nr 1110; ACC 79, 226; PG 68, 66v. //1486 – zm. 22 II 1529 Jan27 z S. i Sławienka, Sławieński, Sławiński, Sławski, сын Станислава Паржичевского, h. Leliwa (MHP nr 219; W. Dworzaczek, Leliwici Tarnowscy, s. 38)
1580 (Ibidem), 1613 (Ibidem) - Пшеслав Славинский (Przecław Sławiński) наследовал на woli Przecławowskiej. Его дочери Анна была замужем за Станиславом Стоковским герба Джевица, вторая Ядвига за Станиславом Врониковским. Пжецлав из Славна Славински 23 Октябрия 1629 года подписал решение сеймика Прошовского Сеймикова акта Краковского воеводства том 2 стр. 113_Гербовник Бонецкого/ Ян Цехановецкий) *Прошовице - город 24 километра от Кракова.
1588  Adam Sławiński. (Acta Castren. Opocznen._ Гербовник Несецкого)
1587  (Kasper Sławiński) Каспер Славинский подписал уставы съезда Покрывницкого.  (Const. fol.427_Гербовник Несецкого)
1624 Maciej Sławiński h. Leliwa издал "Wieniec małżeński nowym Oblubieńcom Maciejowi Załuskiemu i Zofii Dąbskiej in 4to Posnan", писал в Познани стихи в первой половине 17 века.
1654 Przecław Sławiński (ум.3 янв.1667г.) ze Sławna в Великой Польше коморник граничный ксяский и писарь земский заторский в 1654г. выкупает в собственность государственное имение, которое он арендовал ранее, Клеже Горна, Малопольское воеводство (Kleczę Górną), положив начало династии в местности сроком на 300 лет. Сыновья Павел и Станислав.
Сын 1й Paweł Sławiński Павел Славинский (ум.1689) коморник граничный (коморник межевой) Заторский (1666) в Краковском. Жена Павла - Анна. Сын Пшеслав Przecław (ум. 1732, Swinna Poręba, посол на сейм элекцийный земли Заторской в 1696. На Ярошовицкой горке (Jaroszowicka Góra польск.) на колоннах Славинских герб Лелива). Сын Павла - Ян/Иван (Jan Sławiński), Освецимский подстолий в 1690 подарил село Ляховку(Мельницкой земли, Дрогичинский уезд).Сын Ян/Иван (Jan Sławiński), в 1728г. получил грамоту на владение с. Ляховка в 1728 году. Жена Марьяна Скорупкова. Сыновья - Ян/Иван Непомуцен (Jan Nepomucen Sławiński, 1745-1810), подстолий заторский и освецимский, владелец Клеже Горна (с 1779г.) и Андрей, Товарищ Коронных войск Панцирной роты (1778) продали имение Ковалили Александру Сапеге в 1775 году (прим. после 1 раздела РП). (ГА Житомирской обл. Ф.146-Оп.1-Д.5514). 1810 - единственным собственником Клежи Горной остается сын Яна Feliks Sławiński, женатый на Катаржине Каминской герба Корвин. Так же он наследовал соседний Barwałd Dolny. Сын Генрих (19.04.1807-1881). Жена с 1829 - Виктория с Скальнопоста Былинская герба Сас 3. Сын Przecław Sławiński (9.9.1837-1913). Жена баронесса Хелена Аугуста Боровская герба Ястржемец1. На переломе 19-20 вв. Пшеслав Славинский в Клеже горной имел двор, корчму, кирпичный завод, 2 фольварка, 254 га земли и леса. В 1900-1902г. купил Пшеслав купил Клеже Долна (Kleczę Dolną) и Средня, собственность Франтишка Ноймайера (Franciszk Neumayer). 1900, ноябрь na licytacji właściciel Kleczy Górnej Przecław Sławiński zakupił Kleczę Dolną i Średnią własność Franciszka Neumayera. После его смерти имение наследовали дочери София Высоцкая и Виктория Огневская, которые продали Клеже Долна в 1934г. зажиточному промышленнику  Стефану Чаплицкому из Катовиц, закончив тем самым 300 лет рода Славинских на этой земле. Сестра Генриха Славинского - Клементина из Славинских Homolacsowa, в 1830-1869г.г. владелица Кузниц, Закопане и части Татр.
Сын 2й Stanislaw Sławiński. Сыновья Ян и Юзеф. Сын Ян/Иван Jan Sławiński (zm.1762), подстолий Заторский, 17..02.1751г. женился на Марианне Буджинской, которой по смерти завещал Kleczę. Дети - Станислав, Ян и Текля (в 1776 r. вышла замуж за Яна Стржалковского).
1675 NN Sławiński канцлер Гнезненский, каноник Краковский и Познанский. 1778 Antoni Sławiński регент гродский Иновроцлавский. Antoni Sławiński писарь земский Сохачевский. 1788 Tomasz писарь земский Сохачевский.
1671 Иероним Славинский (Hieronim Slawinski, ум. ок. 1671), герба Лелива, земянин Ошмянского повета, скарбник Ошмянский. В 1671 году записал своему сыну вотчинное имение Рачуны Махарчовские Ошмянского повета. Сын - Петр Славинский (ум.ок.1740), герба Лелива (РГИА 1343-29-3934), вл. имения Ручаны Ошмянского уезда (купчая 1680г.), в 1714 купил им. Кржевич (Мержевичи, Крживичи, Кривичи, фольварок, Минский уезд Минская губерния) у Наркуца Казимира.  Сыновья - Иван, Степан Иосиф. Его потомство: *Иван Славинский, военная служба, вотчинное имение Кривичи/Мержевичи, фольварок, Минский повет, Минское воеводство. 6 сыновей - Петр, Иван, Михаил, Николай, Степан 1й, Степан 2й. Потомки Ивана записаны в Вилейские однодворцы. Петра Иванова  + жена Анна, в 1769 вступил в наследство Мержевичами, в 1783г. продал его. Сыновья Франц герба Лелива (род.1781, Острогляды, 1799 1ч. ДРК Минской, 1824 отмена, ревизия 1832г. - дер. Вабарцы, Вилейские однодворцы. ) , Викентий герба Лелива, (1782, Острогляды, 1799 1 ч ДРК Минской, 1824 отмена, однодворцы, ревизия 1832г. - 3 муж 1 жен дер. Булаки им. Рудашино Виленской губ., Вилейские однодворцы) , Иосиф герба Лелива (1ч ДРК Минской, 1824 отмена, однодворцы), Леон. От Франца Петрова сыновья Викентий, Михаил, Александр, Устин (утверждены в дворянстве, 1 часть ДРК Минской). От Викентия Петрова сыновья Франц, Игнатий, Иосиф (1 часть ДРК Минской), Юрий-Гавриил (1837) Ивана Иванова+жена Елизавета,в 1769 вступил в наследство Мержевичами, в 1783г. продал его. сыновья Варфоломей герба Лелива (род. 1780, Острогляды, 1799, 18.11. 1 ч ДРК Минской, 1824 отмена) герба Лелива и Иосиф герба Лелива (1782, Острогляды, 1799 1 часть ДРК Минской, 1824 отмена) герба Лелива. От Варфоломея Иванова сыновья Флориан, Михаил, Гавриил, Иван-Петр, Людвиг (1 часть ДРК Минской). От Иосифа Иванова сын Феликс (1 часть ДРК Минской).
Николая Иванова сын Иосиф. Михаила Иванова  + Аполония, в 1769 вслупил в наследство Мержевичами, в 1783г. продал его. сын Станислав, (Иван?, 1781, Острогляды)
Степана Иванова сын Николай. Второго Степана Иванова + Агата в 1769 вслупил в наследство Мержевичами, в 1783г. продал его. сыновья Антон (1782, Острогляды) и Семен герба Лелива (1799 1 ч ДРК Минской, 1824 отмена). От Семена Степанова сын Феликс. *Степан Славинский - военная служба, уволока Стрелкивщина (сейчас - Городники Ошмянского р-на Гродненской обл.), Волклесье. 7 сыновей - Петр, Иван, Самуил, Антон, Станислав, Матвей, Франц. Петра Степанова сыновья Иосиф, Иван и Михаил. Ивана Степанова сыновья Иван, Матвей, Александр. Самуила Степанова сын Матвей. Антона Степанова сын Юрий. Станислава Степанова сыновья Павел и Михаил. Матвея Степанова сыновья Степан и Яков. Франца Степанова + Анна Яцвинова?, сын Викентий (1810, Ситская церковь, дворянин Виленской губ, Виленского уезда), Устин (1822, Скрудалиена), Михаил (1824, Скрудалиена), Александр (1829, Стоклимский) Викентия Францова + Марьяна сын Франц (1825, Скрудалиена). *Иосиф Славинский, сын Петра, скарбника Ошмянского, нет информации, жив в 1740г. **МК Остроглядовичкий приходской костел (1780, 1781, 1782, Речицкий уезд Минской губернии), Ситской церкви (1810) (с. Ситцы Докшицкий р-н Вилейский уезд Виленской губ), Скруделинская греко-униатская церковь (1822, 1824, 1825) (Скрудалиена, Илуктского у. Курляндской губ / Даугавпилский р-н, Латвия)Стоклимский приходской костел (1829), Парафияновский приходской костел (1827, 1831, 1839) (д. Заборцы Вилейский уезд Виленской губ.), Тотунский приходской костел (1832, 1835, 1838), Стокминский приходской костел (1845, 1847).
1719г. Иван Славинский герба Лелива, подчашный Добржанской земли (1719), староста Настольский (до 1720). Жена - Анна Локуциевская. Имение Дубровляны Ошмянского повета. Сын Стефан (1723, Дуниловичский костел), староста Настольский, поручик Самогитского княжества. Жена Стефана Анна. Внук Павел-Фабиан (1770, Петриковский костел), поручик войск польских. Брат Павла Яцек. Правнуки Андрей-Иван (1811, Блонский костел), Иосиф (1810, Блонский костел), Иван (1820, Блонский костел).
1843, 15 ноября №5708 Славинские герба Лелива: Валентин-Матвей (Викентий) и Доминик, сыновья Ивана, внук Александра - Семена, правнук Изидора, с сыном Октавианом, Луцкие дворяне Волынской губернии. // Список дворян Волынской губернии, Житомир, 1906: 6 часть
Браженицкий / Браженич (Бржижинич/Бржеженич-Славинские, Ружинец-Славинские) герба Лелива с 1680г.
Берут начало от Браженич-Славинского Казимира (ок. 1650 года). Положен от удельных князей Мстиславских и Польских государей за военные подвиги в Мстиславском воеводстве и иных областях. Сыновья - Конрад, Федор, Стефан Браженич-Славинский. Федор Казимирович Славинский - в 28.12.1680 г./ 14.01.1683 в
Мстиславском Земстве закладная при уступке имения Свинной /в польском варианте - Swinney/, в Мстиславском воеводстве от Саковича.
Стефан - вл. им. Судзилы (Судзиловичи) Климовичского повета. Жена - Судзиловская Федора Артюховна. Внук Павел. Правнуки Василий, 1785г. совл.сел Осмоловичи, Симон (Самуил) Славинский, сел. Осмоловичи. Славинский Лука Васильевич, околица Лубянка, урочище Осиновка, Кореневка  Климовичского уезда и др.
Списки шляхты Климовичского повета за 1783-1784 г.г., "Экономические примечания Генерального межевания Полоцкой и Могилевской губерний" Смоленской межевой конторы // Сборник НИАБ Архивариус выпуск № 6.
Утверждены в 6 части ДРК Могилевской губернии в 1841г.
Браженич -Славинский Матвей Васильевич, 1767г., скарбник Троцкий, им. Борки Оршанского уезда.
Браженич - Славинский Франц Матвеевич (1778-1800), им. Борки Оршанского уезда, ротмистр Речицкого повета.
Браженич - Славинский Каспер Францевич, заседатель Быховского земского суда. 1833 - житель дер. Золотве Быховского уезда Могилвской губ.
Браженич - Славинский Петр Францевич, титулярный советник.
Славинский Павел Стефанович - пресвитер / священник прихода мест. Родня Климовичского уезда Могилевской губернии, 1730г., ур. Копаницкая Слобода от Ходосовичей и Судзиловских.
Бржижинич-Славинский NN, письмоводитель Могилевской губернской чертежной, коллежским регистратор, сер. 19 века, г. Могилев, Губернская площадь.

### Славинские герба Налеч (Sławiński herbu Nałęcz), земяне с конца 16 века, Великопольша.
Самое ранне упоминание представителя рода - Михала Славинского герба Налеч (1546-1605) (Michał Sławiński), каноник Познанский (1560-1578). Ист. Acta Synodi Provinc. Petric. fol. 36. Похоронен в Познани, Ostrów Tumski. Надгробие Ренессанса Михала Славинского, каноника, викариуша генерального и официала Познанского в северной части катедры, плита из песчаника, по углам гербы Ястржемец, Налеч, Брог, Ястржебец.
1618,1634 (Stanisław Sławiński / Sławieński ) Станислав Славинский герба Налеч (ок.1593-1661, Гнезно), ксендз, канцлер Гнезенский, каноник Гнезненский, Познанский и Ловицкий. Сын Яна из Wielkiego Slawna и Анны Осиецкой. Учился в коллегиуме иезуитском коллегиуме в Познани, а после был послан родственником  Вавринцом Гембицким, епископом Влоцлавским, на учебы в Ингольштадт, куда зачислен 5.10.1615, учился 3 года. В Ингольштадте, Бавария, издал Assertiones de praecipuis Juris Canonici articulis, посвятил Гембицкому, тогдашнему примату. 11.06.1621г., еще как клерик низший служащий, был назначем администратором Яном Гниньским на каноне фундации Кржесины в капитуле кафедральной Познанской. Вскоре получил канон Ленчицы. 05.07.1623г. назначен через Гембицкого каноником в капитуле катедральной Гнезинской. В 1632г. был депутатом капитулы на Трибунале Кор. 12.6.1636г. принял в дар от бискупа Краковского Якуба Задзика прелата канцлера в Гнезенской капитуле. В 1637г. имел титул секретаря королевского. В 1638г. был одним из двух делегатов к новому архибискупу Гнезинскому Яну Липскому, который просил его прибыть как можно скорее. 22.8.1639г., по вступлению, приветствовал его от имени главы капитулы. 08.09.1643г. предславлял капитулу на провинциальном Синоде, отправляемом Матеем Любенским, в Варшаве. Капитула Гнезенская троекратно выдвигала кандидатуру Славинского на должность Гнезинского помощника епископа.11.02.1650 вошел в кафедральный собор в Кракове по поручению епископа Краковского Петра Гембицкого, назначен на каноне фундуша Топола 10.05.1650г., где явился самолично в капитулу, признал веру и принял присягу каноника, 13.51650г. назначил прокураторов, которые должны были заниматься его делами в связи с отсутствием в Кракове, 09.07.1650г. каноницкий дом был передан Славинскому. В капитуле Лечицкой был назначен архидьяконом чуть раньше. Многократно был депутатом капитулы на сейме (1634, 1635, 1642, 1645, 1646, 1648, 1649, 1650, 1653). В 1653г. обновил в Гнезенском кафедральном соборе каплицу Суфражанскую (ныне Святого Станислава). Его стараниями был поставлен новый портал, врата и новый алтарь с образом Св. Станислава, епископа, работы художника из мастерской Томаша Долабелли. Установил на отправлении имши ежедневный в каплице сборы в размере 10 000 злотых. Славинский умер в Гнезно 12.11.1661, похоронен в обновленной каплице, в которой вмурована эпитафия на плите из черного и белого мрамора. (перевод с польск., автор Halina Kovalska).

### Славинские герба Джевица (Sławiński, Sławińscy herbu Drzewica), земяне с 15 века, Малопольша.
??

### Славинские герба Любич (Sławiński herbu Lubicz), земяне с 15-16 века, Малопольша.
Славинские герба Любич внесены в списки нобилитата Королевства Галиции и Лондомерии (1772-1804, 1867-1918).*Königreich Galizien und Lodomerien
Славинские - Кулны герба Любич в Ошмянском уезде Виленской губернии и Кобринском уезде Слонимской (с 1795) / Литовской (с 1797) / Гродненской (с 1801) губернии. Славенские - некоторые дворяне Гродненской губернии, внесены в 1 часть ДРК (так же Кулень-Славенский).
Фонды ЛГИА:
391/6/12 - Журнал регистрации деятельности Генеральной дворянской депутации Литовской губернии, с указанием дворян, документы которых рассматривались с февраля 1799 по декабрь 1800 (Славинские-Кулны; Ошмянский уезд)
391/6/18 - Коннотационный реестр лиц, утвержденных в дворянстве, с указанием гербов 1800 (Славинские-Кулны Любич Кобринский уезд).

### Славинские / Ставинские герба Слеповрон / Корчак (Stawiński, Sławińscy herbu Korczak), земяне с 15-16 века, Малопольша.
1768 - Лукаш Славинский герба Корчак (Sławiński herbu Korczak Łukasz), paroch Журавлинский на Украине, подписал манифест, внесенный в Книги гродские воеводства Киевского Żurawliński na Ukrainie, podpisał manifest wniesiony do ksiąg grodzkich województwa Kijowskiego против гвалта гайдамаков. (c) Gonty. M. Sławińscy herbu Korczak czyli Slepowron (c) Kasper Niesiecki

### Славинские герба Штернберг (Sławiński herbu Sternberg) с 1571г., Чехия-Польша-Германия?
Самое раннее упоминание Славинский Бартош герба Штернберг (SŁAWIŃSKI, h. Sternberg, Bartosz), в 1571 г. служебник Яна Дзялынского, воеводы хелмского, писарь замка Брачанского (*комм.: сейчас Bratian в Вармянско-Мазурском воеводстве, на севере Польши). Ист: Nieznana Szlachta Polska I Jej Herby Wiktor Wittyg 1912
**Штернберг (Померания) - входило в герцогство Штаргард Мекленбургов, вместе с Эльденбургом (Любцем), на Северо-Востоке Германии.
**Замок Штернберк (чеш. Hrad Šternberk, нем. Burg Sternberg) — замок в городе Штернберк в восточной Чехии в районе Оломоуц Оломоуцкого края.

### Славинские герба Прус 1 (Sławiński herbu Prus 1) с 1798 года, Польша - Российская империя.
Славинские герба Лелива  в Великой Польше по разборах приняли подданство прусское в 1798г. в повете Sochaczew (позже им. Bedlna, Leszna).
В белорусских и литовских губерния Славинские герба Прус с 1798 года выводятся от Геронима Славинского герба Лелива, происхождением из земли Ломжинской. Местечко Ломжа по 3 разделу Речи Посполитой  (1775г.) отошло к Пруссии.
Маманович-Славинские, Мстиславский повет ВКЛ.??

## Известные представители родов без отнесения к гербам
- 1519г. Польский историк, сотрудник Института истории Польской академии наук Томаш Яшчалт обнаружил письмо, которое было адресовано воеводой виленским Николаем (Миколаем) Радзивиллом, дзедичом Гонядв, одному из радзивилловских земян шляхетных  Яну Славинскому (Jan Slawinski), который предложил ему привилей Александра, великого кс. литовского, относительно владений последнего в Подляшском воеводстве (земли званой Mykytinska, веси Микитин, Дзецелово, Долистово над реками Микитинка и Бжозувка (Mikicin, Dzięciołowo i Dolistowo, nad rzekami Mikitinką i Brzozówką). Письмо датировано 16 июня 1519 года, оно составлено в Городе Гонядзь (польск.Gonyądz) и закреплено печатью воеводы. В конце послания написано на латыни «Per manus Nicolai Hussouusky notary ...» ( «Рукой Николая Гусовского, нотариуса ...»)   https://www.nlb.by/upload/medialibrary/c24/husoviano_20ra_tas_20_lmavb_rs_20f1_64_201r.jpg  Коорд: ок. 53.50995, 22.99569
- 1560,1561г.г. наследное село Васьковцы около Шумска, Жигимонт Славинский при Николае Радзивилле (1546-1589), Трокском воеводе. // Книга Луцкая гродская, записовая и поточная
- 1591г., 17 июля село Редзеповцы, пов. Барский, Ян Славинский и его жена в пожизненном владении, жалованная грамота кор. Сигизмунда III Яну Славинскому, отобранным у детей ductor tartarus (лат).
- 1642г. - жители деревни Скляры сожгли имение арендатора шляхтича Славинского.
- Известна хоругвь 1649 года Яна Славинского, мечника Стародуба ВКЛ с гербом Богория.
- 2/3 18 века - Габриэль Славинский - позднебарочный художник в воеводствах русском, бельском и брестско-литовском Речи Посполитой. Биография неизвестна.. Писал для костелов и униатских церквей.
- 1879г. село Котлярка около Сквиры чиншевики помещика Славинского (с)
- Славинский Максим Антонович (24.08.1868, Пруд, Киевская губ.-?), из семьи мелких шляхтичей.
- Славинский Петр (1795-1881) - астроном, профессор Виленского университета.
- Славинский Феликс директор Пинской гимназии

## География населенных пунктов, связанных с представителями рода
В Беларуси:
1. Усадьба Ганута (ныне д. Ручица, Вилейский р-н Минская обл), более известная как усадьба Огинских. С 1501 по 1599годы, согласно разным материалам (духовные завещания, судебные решения, залоговые акты, уполномочия), свидетельствующим о переходе прав на собственность, имением, кроме Гольшанских, владели Пацы, Сангушки, Славенские (Slawienski), Зеновичи. Ист: http://minoblturism.gov.by/objects/1087/
2. Имение Рачуны Ошмянского уезда Виленской губернии. По купчей 1680г. Славинского Петра герба Лелива, земянина Ошмянского.
3. Имение Мержевичи (Крживич, Кржевич), фольварок, Минского воеводства, вл. Петр Славинский, скарбник Ошмянский, купил в 1714г. от Казимира Наркуца по купчей крепости за 8000 твенфов серебром с крестьянами. Иван Славинский по наследству от отца и уступлении братьев Степана и Иосифа (20.01.1740г.). 13.05.1769 ввод во владение внуков Петра - Петра, Ивана, Михаила и Степана. Продано Петром, Иваном, Михаилом и Степаном, внуками Петра, скарбника ошмянского, Доминику Заржецкому 12.11.1783г. за 10 тыс. польских злотых.
4. Уволока Стрелкивщина  (сейчас - Городники Ошмянского р-на Гродненской обл.)
5. Волклесье.
6. 1795г. - Околица Лесковка Минского повета - Петр иванов сын Славинский, жена Анна, дочь Анеля; Иван Иванов сын Славинский, сыновья Варфоломей, Иосиф, дочь Михалина, родственник Семен Степанов Славинские, в подушном окладе не состоят (Славинские герба Прус, околичная шляхта).
7. 1832, ревизия - дер. Булаки им. Рудашино Виленской губ., Вилейские однодворцы
8. 1832, ревизия - д. Заборцы (Вабарцы)Вилейский уезд Виленской губ., Вилейские однодворцы.
9. Имение Ходоровка (Докшицкий район, Витебская область). Построено в 19 веке, разрушено в 1939 году. Сохранился усадебный парк.
10. ранее 1870г. - Имение Липники, Липня (д. Липни, Дзержинский район, Минская область, ранее Койдановская вол./Новоселковская вол.  Минского у. Минской губ.) с дер. Загоранами, Лопатино, . В 1870 уже было во владении. В 1876 году - в совместном владении по наследству, владельцы - Антон, Константин, Александр, Раймунд Францевичи Славинские герба Лелива, дворяне р.-к.. Управляется арендатором В. Марецким. В 1889 г. 373 дес., во владении Славинского А.Ф. Похоронен там же на старом католическом кладбище. Могила разрушена вандалами. Сохранился мраморный крест. Перезахоронен.
11. Имение Домбрувка (Дубровка), Борисовскогоу езда Минской губернии. 596 дес, по купчей кр.3.5.1862г. в опеке малолетних,. Славинская Емилия и София Антоновны, 1904/1907г.
12. 1886г. - Имение Гливин (поиезуитское) Борисовского уезда Минской губернии / Заречье (д. Судобовка) (сейчас м-н Заречье г. Жодино) с фольварком Заречье - Вл. Виктор Флорианович Свида, коллежский асессор, реформатор. С 1886 г., по наследству, во владении Славинской (урожд. Свиды) Стефании Амилькаровны (ум.1889), после смерти отца Свиды Амилькара (ум.1874). Муж Стефан Славинский герба Налеч (ум. до 1885). Сын Роман Славинский герба Налеч (из Толочина). Имение в опеке у дяди Викентия Брониславовича Славинского, отставного майора из Толочина, брата Стефана. В 1894 году Гливинское имение разделено между наследниками. Управляющий А.Г.  Радобыльский-Губаревич. В 1907г. построен винокуренный завод. В 1911 Заречье продано Флориану Викторовичу Свиде.
13. Имение Толочин Славинских герба Налеч. Усадьба Юзефполье (Толочинский район,). Существовала с 16 века, перестраивалась. Не сохранилась. Приусадебный парк был разбит в конце 19 века, сейчас - в южной части г. Толочин, на возвышении. Рядом сохранилась хозпостройка из красного кирпича. Характер парка - пейзажный. Растут местные породы деревьев: ель, сосна, липа, верба, береза, тополь. Основал костел Святого Антония (1853) в г. Толочин.  Винокурня. Маслобойня.
14. Имение / д. Дворжиска /пос. Двориск Сокольский уезд, Гродненская губерния. Список землевладений в Гродненской губернии / Сост. П. Диков, Гродно, Тип. Гродн. губ. прав., 1890г. (1924 - Белостокское воеводство, Сокольский повет, гмина сельская Соколка, Двориск, колония и лесничество)
15. Имение Ковалики. Дворец Сапегов_Потоцких в Высоком? - бывшиее имение Славинский?

В Литве:
1. имение Ужуранице (Užutrakis) - родовое имение Славинского Антона герба Лелива в Тракайском воеводстве, 1726 год // усадьба Славинского на берегу озера Акмяна, Трокский уезд;
2. имение Меерышки Славинского Антона герба Лелива, 1726г.;
3. имение Гершановичи;
4. двор Мазуришки Славинских герба Прус (Мозуришкес Mazuryszki Mozūriškės)

В Латвии:
В Польше:
В Украине:
1. Судче с местечком Войновка, фольварками Ладо и Лисец гмина Кухоцка Воля повет Пинский 	- Józef Sławiński, Maria Apanowicz

В России: